# Classe Georges Leygues
La classe Georges Leygues della Marine nationale, detta anche type F70 ASM, è composta da sette fregate con capacità antisommergibile (ASW).

La prima unità è entrata in servizio nel 1979 e l'ultima nel 1990; la prima unità è stata dismessa nel 2013.

Le navi portano i nomi rispettivamente di Georges Leygues, Joseph François Dupleix, Louis-Joseph de Montcalm, Jean de Vienne, Hervé de Portzmoguer detto Primauguet, Toussaint-Guillaume Picquet de La Motte detto La Motte Picquet e Louis-René-Madeleine de Latouche-Tréville.

## Storia

### Costruzione
Nel 1962-1963, 9 avisos-escorteurs della classe Commandant Rivière da 2.170 tonnellate sono messi in servizio e saranno disarmati negli anni 90. L'Aconit, nave di transizione prima dell'arrivo della classe Georges Leygues, da 3.875 tonnellate è messa in servizio nel 1970.

Le unità della classe Georges Leygues introducono dei cambiamenti importanti, in particolare con le possibilità offerte dall'elicottero imbarcato ASW Lynx: «Una nave sola contro un sottomarino non ha alcuna possibilità. Il binomio elicottero e nave permette di avere almeno la parità, o anche il vantaggio», dichiara il capitano di vascello Luc-Marie Lefebvre, comandante della Montcalm.

Così, la classe forma la componente intermedia nel dispositivo di lotta antisommergibile di superficie, collocandosi tra le unità della classe Tourville e quelle della classe d'Estienne d'Orves.

In particolare, lo Stato Maggiore della Marina può contare su 8 unità ASW: 5 basate a Brest, che accompagnano principalmente le uscite degli SNLE della Force océanique stratégique della base di Île Longue, e 5 basate a Tolone, che assicurano la protezione del gruppo aeronavale e dell'aviazione navale imbarcata.

### Missioni
- 1982-1986 Missions Olifant al largo del Libano
- 1992 Opération Restore Hope al largo della Somalia
- 1993 Opération Balbuzard al largo della Iugoslavia
- 2011 Opération Harmattan al largo della Libia

(elenco parziale)

### Sostituzione
Le navi della classe Tourville (3) e della classe Georges Leygues (7) sono sostituite dalle 6 navi della classe Aquitaine in versione ASM.
Le unità più recenti della classe Georges Leygues dovrebbero restare in servizio fino a circa il 2020. Le prime unità della classe Aquitaine saranno messe in servizio a partire dal 2013, e sostituiranno gradualmente le unità della classe Tourville e della classe Georges Leygues, cominciando con le più vecchie o le più usate.

Poiché l'elicottero imbarcato Lynx non reggerà fino al 2020 e che gli hangar delle navi della classe Georges Leygues sono troppo piccoli per accogliere il nuovo elicottero imbarcato NH90 NFH Caïman Marine, ciò rischia di limitare le capacità ASW delle navi. Per ovviare a ciò, i primi appontaggi automatici del drone Camcopter S-100 hanno luogo il 9 e il 10 ottobre 2008 sulla Montcalm.

## Caratteristiche

### Armamento
- 4 missili Exocet MM38 o MM40
- 1 sistema Crotale EDIR da 8 missili + 18 in riserva
- 2 sistemi Simbad o Sadral (missili Mistral)
- 1 cannone da 100 mm Mle 68
- 2 cannoni da 30 mm Breda-Mauser
- 2 o 4 mitragliatrici da 12,7 mm
- 2 catapulte fisse per siluri antisottomarini L 5 mod 4 e MU-90 (10 siluri)
- 2 elicotteri WG-13 Lynx ASW

### Elettronica
- 1 radar de veille air DRBV-26 A
- 1 radar de veille surface-air basse altitude DRBV-51 C
- 1 radar conduite de tir DRBN-32 E
- 2 radars DRBN-34 (Racal-Decca) ou 1007 (Kelvin Hugues)
- 1 sonar actif de coque DUBV-23
- 1 sonar DUBV-43
- 1 brouilleurs ARBB-32 B
- 1 détecteur ARBR-16
- 2 lance-leurres Syllex
- 1 bruiteur remorqué SLQ-25
- Système de direction de combat SENIT 4 (+ liaison 11)
- Système de transmission par satellite Syracuse
- Système de télécommunications par satellite Inmarsat

## Unità
| Marine nationale | Marine nationale  | Marine nationale | Marine nationale  | Marine nationale | Marine nationale     | Marine nationale     | Marine nationale                                                   |
| Matricola        | Nome              | Cantiere         | Impostazione      | Varo             | Ingresso in servizio | Disarmo              | Note                                                               |
| ---------------- | ----------------- | ---------------- | ----------------- | ---------------- | -------------------- | -------------------- | ------------------------------------------------------------------ |
| D-640            | Georges Leygues   | Brest            | 16 settembre 1974 | 17 dicembre 1976 | 10 dicembre 1979     | 30 luglio 2013       | Era basata a Brest; frangiflutti Lanvéoc-Poulmic dal novembre 2014 |
| D-641            | Dupleix           | Tolone           | 17 ottobre 1975   | 2 dicembre 1978  | 13 giugno 1981       | giugno 2015          | Era basata a Tolone                                                |
| D-642            | Montcalm          | Tolone           | 5 dicembre 1975   | 31 maggio 1980   | 28 maggio 1982       | previsto per il 2017 | Basata a Tolone                                                    |
| D-643            | Jean de Vienne    | Tolone           | 26 ottobre 1979   | 17 novembre 1981 | 25 maggio 1984       |                      | Basata a Tolone                                                    |
| D-644            | Primauguet        | Brest            | 19 novembre 1981  | 17 marzo 1984    | 5 novembre 1986      |                      | Basata a Brest                                                     |
| D-645            | La Motte-Picquet  | Tolone           | 9 febbraio 1982   | 6 febbraio 1985  | 18 febbraio 1988     |                      | Basata a Brest                                                     |
| D-646            | Latouche-Tréville | Brest            | 15 febbraio 1984  | 19 marzo 1988    | 16 luglio 1990       |                      | Basata a Brest                                                     |

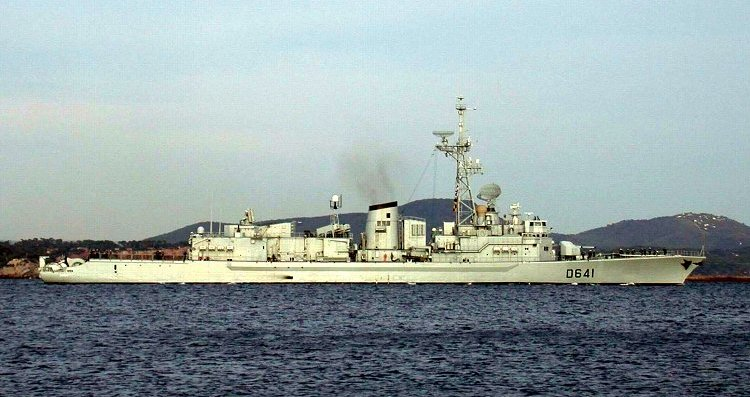
Dupleix
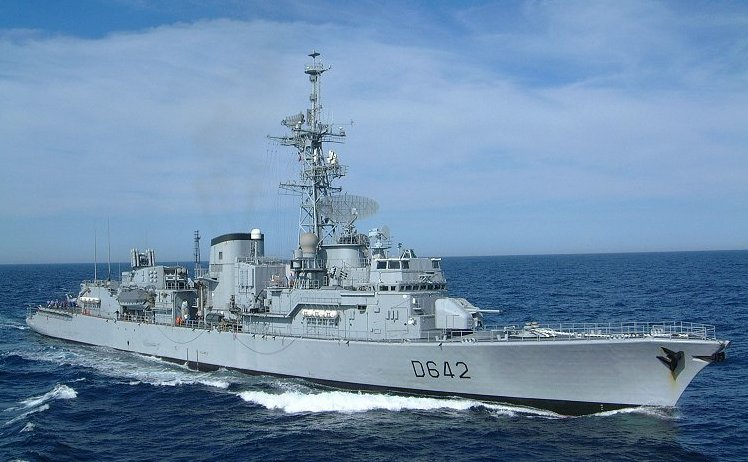
Montcalm
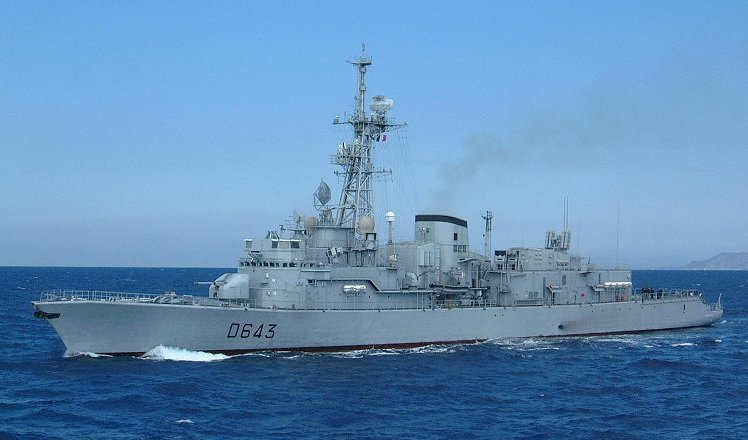
Jean de Vienne
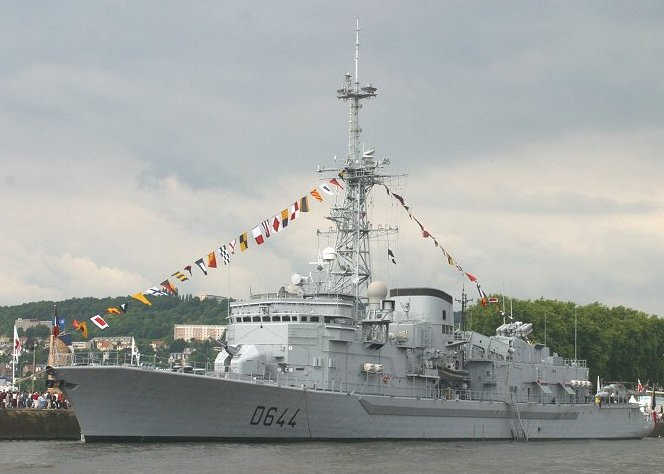
Primauguet
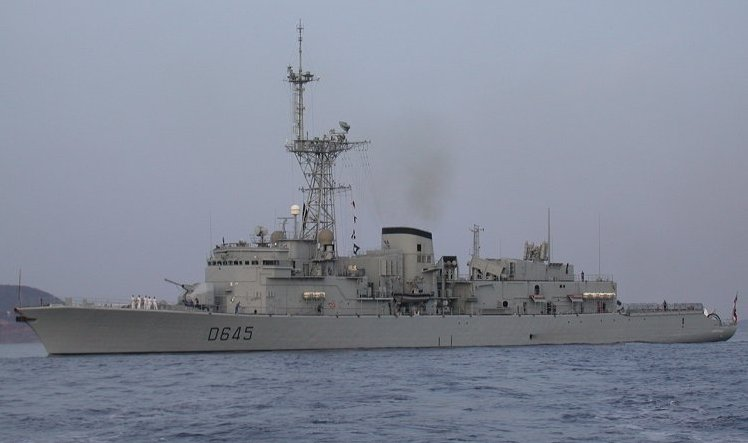
La Motte-Picquet
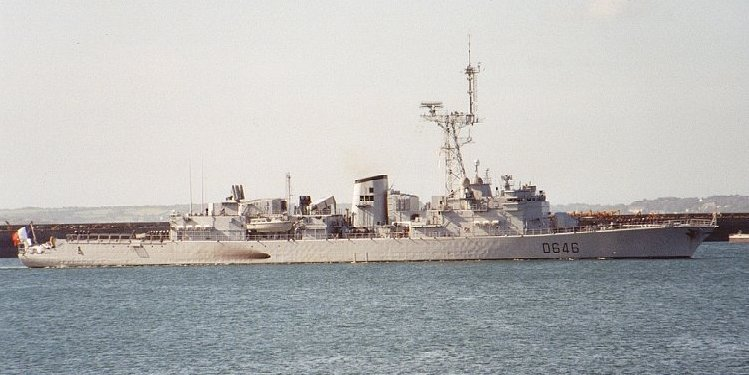
Latouche-Tréville